# Reimlingen
Reimlingen est une commune de Bavière (Allemagne), située dans l'arrondissement de Danube-Ries, dans le district de Souabe. Reimlingen est jumelée avec la commune française de Bourgueil (France).